# 日丹尼夫卡 (德羅霍貝奇區)
日丹尼夫卡（烏克蘭語：Жданівка），是烏克蘭西部利沃夫州德羅霍貝奇區斯希德尼齐亚市镇内的村落。始建於1650年，面積10.6平方公里，2020年人口169，人口密度每平方公里15.94人。